# Dlouhá Loučka (district d'Olomouc)
Pour les articles homonymes, voir Dlouhá Loučka.
Dlouhá Loučka (en allemand : Langendorf) est une commune du district et de la région d'Olomouc, en République tchèque. Sa population s'élevait à 1 991 habitants en 2023.

## Géographie
Dlouhá Loučka se trouve à 7 km au nord-est d'Uničov, à 26 km au nord-nord-ouest d'Olomouc, à 78 km à l'ouest d'Ostrava et à 199 km à l'est-sud-est de Prague.
La commune est limitée par Tvrdkov et Horní Město au nord, par Jiříkov et Paseka à l'est, par Újezd au sud, et par Uničov au sud-ouest, par Šumvald à l'ouest.

## Histoire
La première mention écrite de la localité date de 1301.

## Administration
La commune se compose de trois sections :
- Dlouhá Loučka
- Křivá
- Plinkout